# Bandiere reali della Thailandia

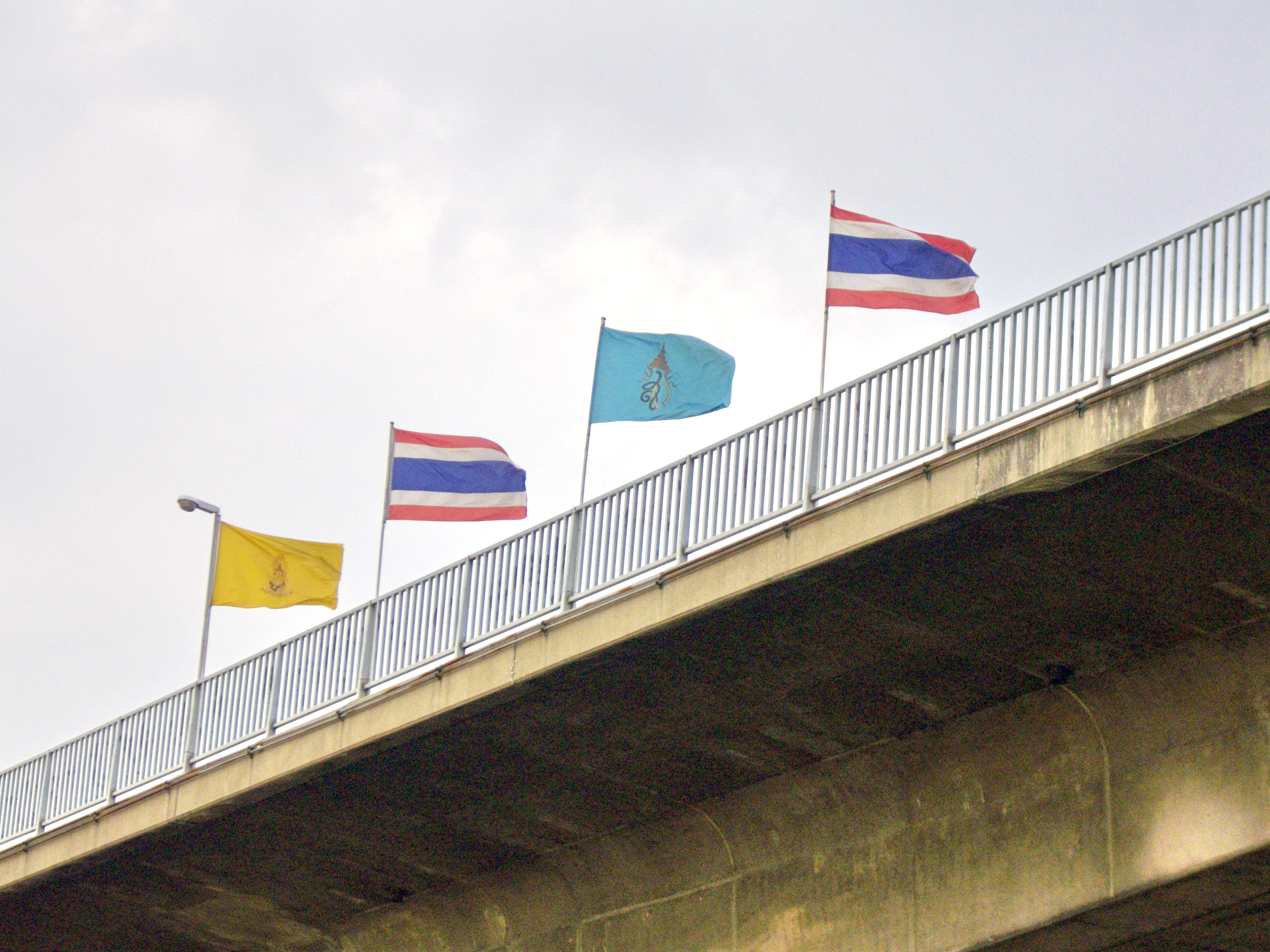
le bandiere reali personali di re Rama IX e della consorte la regina Sirikit garriscono insieme a due bandiere nazionali sul ponte Taksin

Le bandiere reali della Thailandia (thai: ธงประจำพระองค์, RTGS: Thng Praca Phraxngkh), sono le bandiere personali del re di Thailandia e di ogni membro della famiglia reale, della dinastia Chakri. Sono formate dallo sfondo del colore del giorno di nascita del reale che rappresentano, nel cui centro si sovrappone il suo monogramma personale in thai.
A differenza degli stendardi reali del regno, che vengono mostrati solo in cerimonie speciali e in luoghi particolari, questi vessilli sono presenti in tutta la Thailandia unitamente alla bandiera nazionale, e ne onorano i rappresentanti. Quella di onorare in questo modo la famiglia reale è un'usanza tipica e fondamentale della cultura thailandese.

## Bandiere reali

### Bandiere reali attualmente in uso
Lista delle principali bandiere personali dei membri della famiglia reale della Thailandia attualmente in vita:
| Bandiera | Data di istituzione | Uso                                                        | Dettagli |
| -------- | ------------------- | ---------------------------------------------------------- | --- |
|          | 2016–               | Bandiera personale del Re Rama X                           | Bandiera gialla con il monogramma reale ว.ป.ร., per มหาวชิราลงกรณ์ ปรมราชาธิราช : Mahavajiralongkorn Paramarajadhiraja (che significa "Re Vajiralongkorn"), coronato della Grande corona della vittoria sovrastante il simbolo thailandese per Oṃ |
|          | 1950–               | Bandiera personale della regina Sirikit                    | Bandier blu con il monogramma reale 'ส.ก., per สิริกิติ์ กิติยากร : Sirikit Kitiyakara, coronato della Grande corona della vittoria |
|          | 2019–               | Bandiera personale della regina Suthida                    | Bandiera viola con il monogramma reale coronato della Grande corona della vittoria |
|          | 1977–               | Bandiera personale della principessa Sirindhorn            | Bandiera viola con il monogramma reale coronata di una corona semplificata |
|          | 1982–               | Bandiera personale della principessa Chulabhorn Walailak   | Bandiera arancione con il monogramma reale coronata di una corona semplificata |
|          | 2001-               | Bandiera personale della principessa Ubolratana Rajakanya  | Bandiera rossa con il monogramma reale |
|          | 1977–               | Bandiera personale della principessa Soamsavali Kitiyakara | Bandiera viola con il monogramma reale sovrastante il simbolo thailandese per Unalome. |
|          | 1978–               | Bandiera personale della principessa Bajrakitiyabha        | Bandiera arancione con il monogramma reale |
|          | 2005–               | Bandiera personale della principessa Sirivannavari         | Bandiera arancione con il monogramma reale |
|          | 2005-               | Bandiera personale del principe Dipangkorn Rasmijoti       | Bandiera blu con il monogramma reale coronata di una corona semplificata |
|          | 1982–               | Bandiera personale della principessa Siribhachudhabhorn    | Bandiera blu con il monogramma reale coronata di una corona semplificata |
|          | 2016–               | Bandiera personale della principessa Adityadhornkitikhun   | Bandiera viola (colore preferito della principessa) senza il monogramma reale |

### Bandiere reali non più in uso
Lista delle principali bandiere personali dei membri della famiglia reale della Thailandia deceduti o non più appartenenti alla famiglia reale:
| Bandiera | Data di istituzione | Uso                                                                      | Dettagli |
| -------- | ------------------- | ------------------------------------------------------------------------ | --- |
|          | 1946–2016           | Bandiera personale del re Rama IX                                        | Biandera gialla con il monogramma reale ภ.ป.ร., per ภูมิพลอดุลยเดช ปรมราชาธิราช : Bhumibol Adulyadej Paramarajadhiraja (che significa re bhumibol), coronato della Grande corona della Vittoria sovrastante il simbolo thailandese per Oṃ. |
|          | 1972-2016           | Bandiera personale del re Rama X quando era ancora principe della Corona | Bandiera gialla con il monogramma reale coronato della Grande corona della vittoria sovrastante lo stemma della dinastia Chakri |
|          | 1946-2011           | Bandiera personale della principessa Bejaratana Rajasuda                 | Bandiera rosa con il monogramma reale coronata della Grande corona della vittoria |
|          | 1995-2008           | Bandiera personale della principessa Galyani Vadhana                     | Bandiera blu (colore preferito della principessa) con il monogramma reale coronata di una corona semplificata |
|          | 2005-2014           | Bandiera personale della principessa Srirasmi Suwadee                    | Bandiera arancione con il monogramma reale |
|          | 1929-1995           | Bandiera personale della principessa Srinagarindra                       | Bandiera rossa senza il monogramma reale |